# Ункен
Ункен (на немски: Unken) е селище в Западна Австрия. Разположено е на 2 km от границата с Германия в окръг Цел ам Зее на провинция Залцбург. Надморска височина 564 m. Население 1909 жители към 1 април 2009 г.